# Daisuke Tsuda
Daisuke Tsuda (津田 大輔, Tsuda Daisuke, nascido em 13 de setembro de 1977), conhecido também como Daisuke Han (ダイスケはん), é o fundador e vocalista da banda japonesa de metal Maximum the Hormone. Sua atuação na banda consiste na acentuação das letras por meio de gritos, embora faça também às vezes uma improvisação com o rap, além de ser o compositor das músicas da banda. Seu estilo de voz é death metal, metalcore, mesclando inclusive um pouco com grindcore.

## Carreira
Daisuke é, junto com Nao, um dos membros fundadores da banda Maximum the Hormone. No início, Daisuke só compunha as músicas em Inglês e um pouco de Latim, isto mudou quando Sugi e Key deixaram a banda. Com a chegada do irmão de Nao, Ryo Kawakita, foram se dividindo as funções de vocalista, o que fez com que Daisuke se encarregasse de múltiplas partes fortes e rápidas, enquanto Ryo das partes mais melódicas das músicas. A partir deste momento, as músicas da banda começaram a se compor em seu idioma nativo, o japonês. Enquanto não está gravando, Daisuke apresenta o show de rádio semanal chamado Maximum the Hormone.
Até o momento, Daisuke gravou com a banda os álbuns: A.S.A. Crew (1999), Ootori (Hou) (鳳 (ほう), 2001), Mimi Kajiru (耳噛じる, 2002), Kusoban (糞盤, 2004), Rokkinpo Goroshi (ロッキンポ殺し, 2005), Buiikikaesu (ぶっ生き返す, 2007) e Yoshu Fukushu (予襲復讐, 2013). Outros miniálbuns foram produzidos e que continham pelo menos cinco músicas, como Tsume, Tsume, Tsume em 2011.

## Influências citadas[2]
- The Stalin
- Pantera
- Green Day
- Lip Cream
- Slayer